# IJF World Tour
L'IJF World Tour è il tour mondiale di judo di più alto livello, organizzato dalla International Judo Federation dal 2009.

## Tornei per anno
| Edizione | Anno                | Olimpiadi estive | Campionati del mondo | World Masters | Grand Slam | Grand Prix | Totale | Rif.   |
| -------- | ------------------- | ---------------- | -------------------- | ------------- | ---------- | ---------- | ------ | ------ |
| 1°       | IJF World Tour 2009 |                  | 1                    |               | 4          | 4          | 9      | [ 2 ]  |
| 2°       | IJF World Tour 2010 |                  | 1                    | 1             | 4          | 5          | 11     | [ 3 ]  |
| 3°       | IJF World Tour 2011 |                  | 1                    | 1             | 4          | 5          | 11     | [ 4 ]  |
| 4°       | IJF World Tour 2012 | 1                |                      | 1             | 4          | 4          | 10     | [ 5 ]  |
| 5°       | IJF World Tour 2013 |                  | 1                    | 1             | 4          | 10         | 16     | [ 6 ]  |
| 6°       | IJF World Tour 2014 |                  | 1                    |               | 5          | 11         | 17     | [ 7 ]  |
| 7°       | IJF World Tour 2015 |                  | 1                    | 1             | 5          | 9          | 16     | [ 8 ]  |
| 8°       | IJF World Tour 2016 | 1                |                      | 1             | 5          | 10         | 17     | [ 9 ]  |
| 9°       | IJF World Tour 2017 |                  | 1                    | 1             | 5          | 8          | 15     | [ 10 ] |
| 10°      | IJF World Tour 2018 |                  | 1                    | 1             | 5          | 10         | 17     | [ 11 ] |
| 11°      | IJF World Tour 2019 |                  | 1                    | 1             | 7          | 10         | 19     | [ 12 ] |
| 12°      | IJF World Tour 2020 |                  |                      |               | 3          | 1          | 4      | [ 13 ] |
| 13°      | IJF World Tour 2021 | 1                | 1                    | 1             | 8          | 1          | 12     | [ 14 ] |
| 14°      | IJF World Tour 2022 |                  | 1                    | 1             | 9          | 2          | 13     | [ 15 ] |
| 15°      | IJF World Tour 2023 |                  | 1                    | 1             | 11         | 3          | 16     | [ 16 ] |
| 16°      | IJF World Tour 2024 | 1                | 1                    |               | 9          | 3          | 14     | [ 17 ] |
| 17°      | IJF World Tour 2025 |                  | 1                    |               | 9          | 4          | 14     | [ 18 ] |
| 18°      | IJF World Tour 2026 |                  |                      |               |            |            |        | [ 19 ] |
|          | Total               | 4                | 14                   | 12            | 101        | 100        | 231    |        |

Aggiornata al 12.03.2025

## Punteggi IJF World Tour
L'IJF World Tour consiste negli annuali Campionati Mondiali e World Masters, una serie di tornei Grand Slam e Grand Prix, nonché nei campionati continentali annuali organizzati dalle organizzazioni continentali di judo e negli annuali Campionati Mondiali Juniores . In base ai risultati in questi tornei vengono assegnati dei punti classifica, utilizzati per determinare la classifica mondiale.
I punti per ogni singolo torneo scadranno come segue:
- Nei primi 12 mesi dopo il torneo i punti saranno conteggiati al 100%
- Dopo 12 mesi il valore dei punti sarà ridotto al 50%
- Dopo 24 mesi il valore dei punti sarà ridotto al 0% e non saranno più conteggiati

|                            | Giochi Olimpici | Campionati del mondo | World Masters | Grand Slam | Grand Prix | Campionati continentali | Campionati del mondo Juniores | Continental open |
| -------------------------- | --------------- | -------------------- | ------------- | ---------- | ---------- | ----------------------- | ----------------------------- | ---------------- |
| 1 ° posto                  | 2.200           | 2.000                | 1.800         | 1.000      | 700        | 700                     | 700                           | 100              |
| 2º posto                   | 1.540           | 1.400                | 1.260         | 700        | 490        | 490                     | 490                           | 70               |
| 3º posto                   | 1.100           | 1.000                | 900           | 500        | 350        | 350                     | 350                           | 50               |
| 5º posto                   | 792             | 720                  | 648           | 360        | 252        | 252                     | 252                           | 36               |
| 7º posto                   | 572             | 520                  | 468           | 260        | 182        | 182                     | 182                           | 26               |
| 1\16                       | 352             | 320                  | 288           | 160        | 112        | 112                     | 112                           | 16               |
| 1\32                       | 264             | 240                  | —             | 120        | 84         | 84                      | 84                            | 12               |
| 1 incontro vinto           | —               | 200                  | —             | 100        | 70         | 70                      | 70                            | 10               |
| Partecipazione             | —               | 20                   | 200           | 10         | 6          | 6                       | 6                             | —                |
| Partecipanti per categoria | 1               | 2                    | Senza limiti  | 2 \ 4      | 2 \ 4      | 2                       | 2                             | Senza limiti     |